# Transport kolejowy we Włoszech

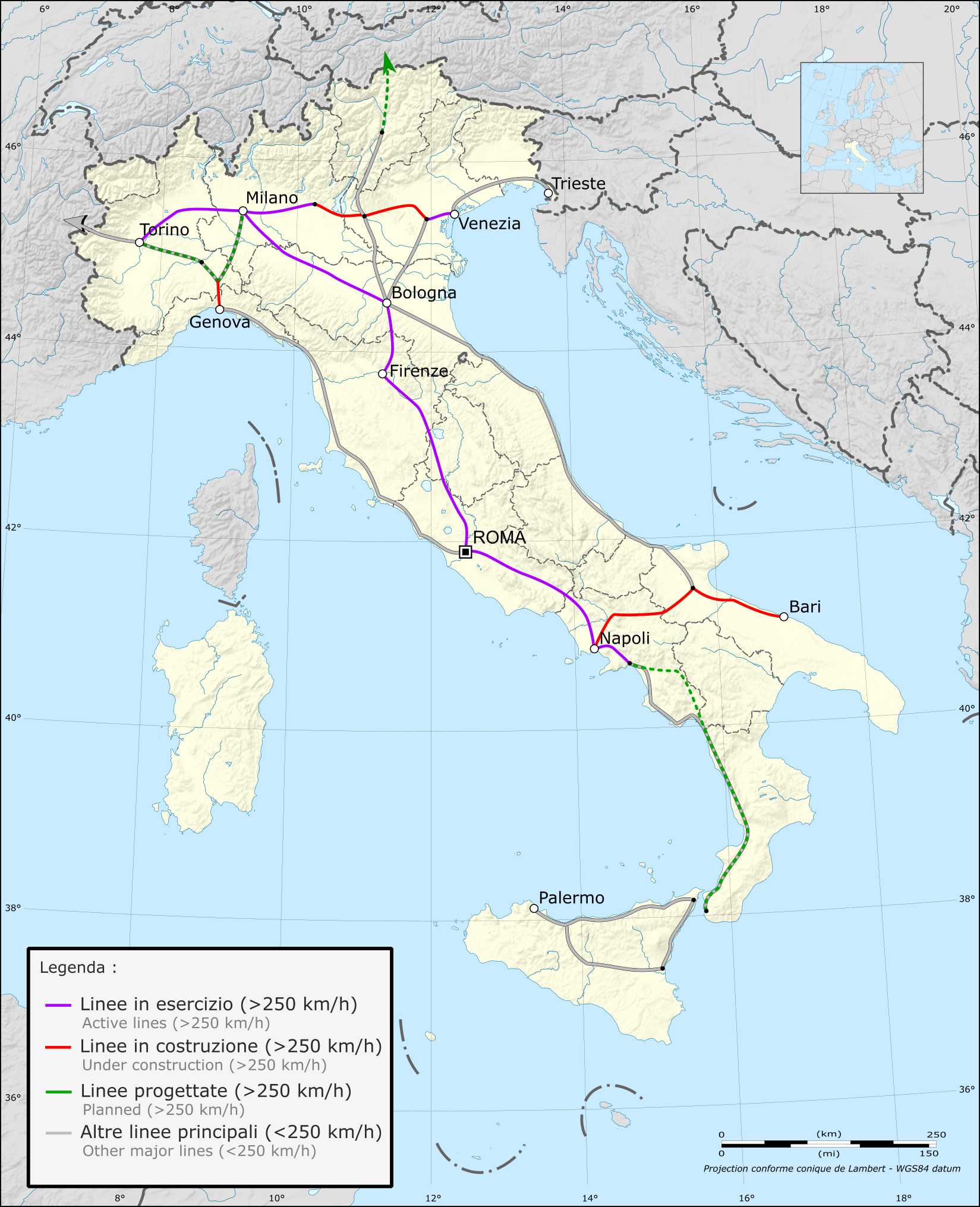
Mapa sieci kolei dużych prędkości we Włoszech

Transport kolejowy we Włoszech – system transportu kolejowego działający na terenie Włoch.
Włochy są członkiem Międzynarodowego Związku Kolei (UIC), a kod kraju UIC to 83.

## Infrastruktura
Sieć kolejowa to jedna z najważniejszych części infrastruktury Włoch o całkowitej długości 24 227 km, z czego 16 723 km jest obecnie używane. Sieć rozrosła się ostatnio wraz z budową nowych sieci kolei dużych prędkości.
RFI (Rete Ferroviaria Italiana) to państwowy zarządca infrastruktury kolejowej. Długość działających linii pod zarządem RFI wynosi 16 723 km, z czego 7505 km to tory podwójne.
Linie kolejowe podzielone są na 3 kategorie:
- linie fundamentalne (fondamentali), charakteryzujące się dużym natężeniem ruchu i dobrą jakością infrastruktury, obejmują wszystkie główne linie łączące duże miasta w całym kraju. Podstawowe linie to 6131 km (3809,63 mi) długi;
- linie uzupełniające (complementari), które mają mniejszy ruch i są odpowiedzialne za łączenie średnich lub małych ośrodków regionalnych. Większość z tych linii to linie jednotorowe, a niektóre nie są zelektryfikowane;
- linie węzłowe (di nodo), które łączą linie uzupełniające i fundamentalne w pobliżu obszarów metropolitalnych, łącznie 936 km (581,6 mi).

Większość włoskiej sieci jest zelektryfikowana (11 921 km (7407,37 mi)). System elektryczny to 3 kV DC na liniach konwencjonalnych i 25 kV AC na liniach dużych prędkości.

## Dotacje rządowe
Włoskie koleje są częściowo finansowane przez rząd. W 2009 dotacje rządowe na kolej wyniosły 8,1 miliarda euro.

## Kategorie i rodzaje pociągów
Oto główne kategorie usług i modele włoskich pociągów.

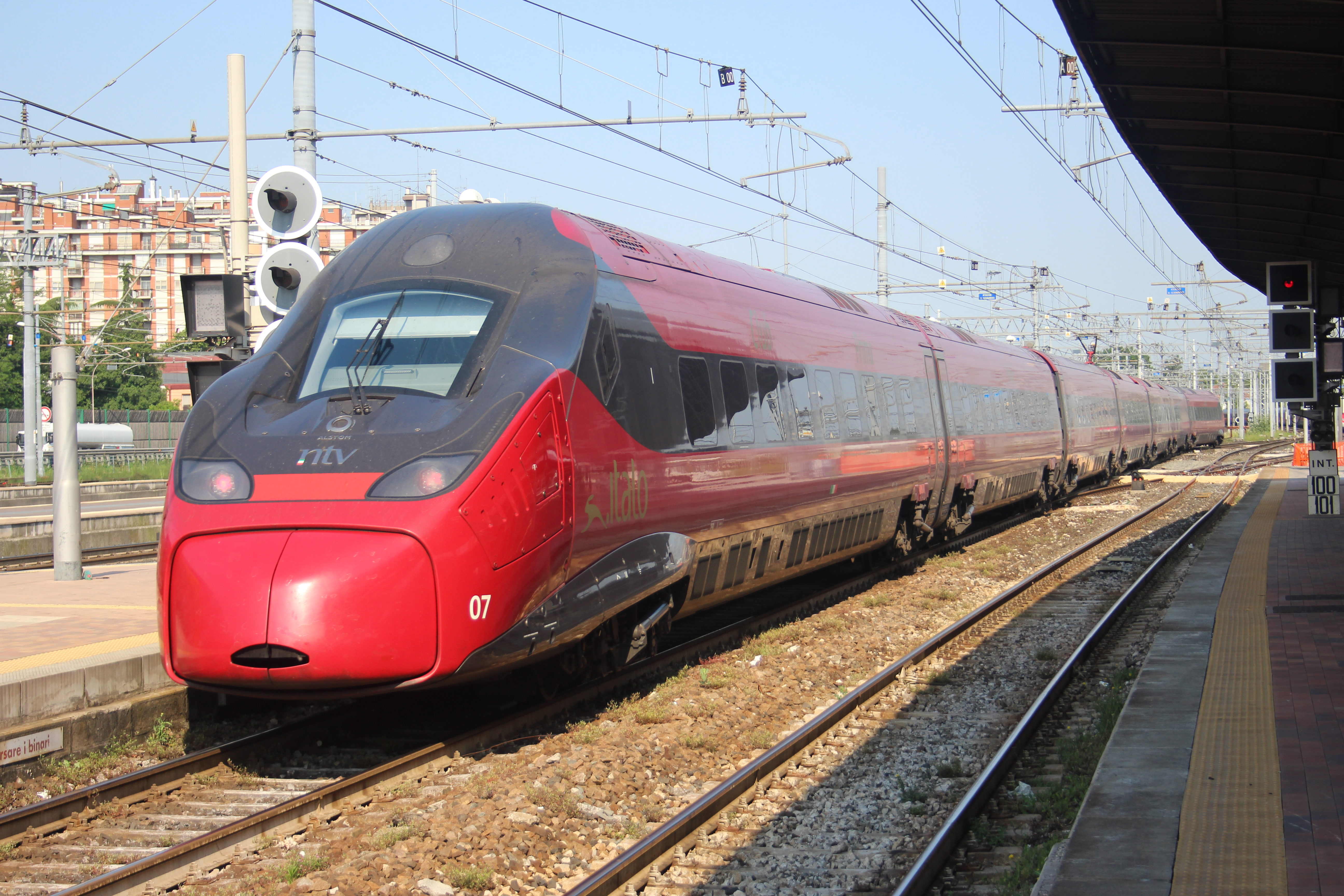
Italo działa na głównych liniach dużych prędkości firmy NTV. Zatrzymuje się jedynie w najważniejszych miastach.
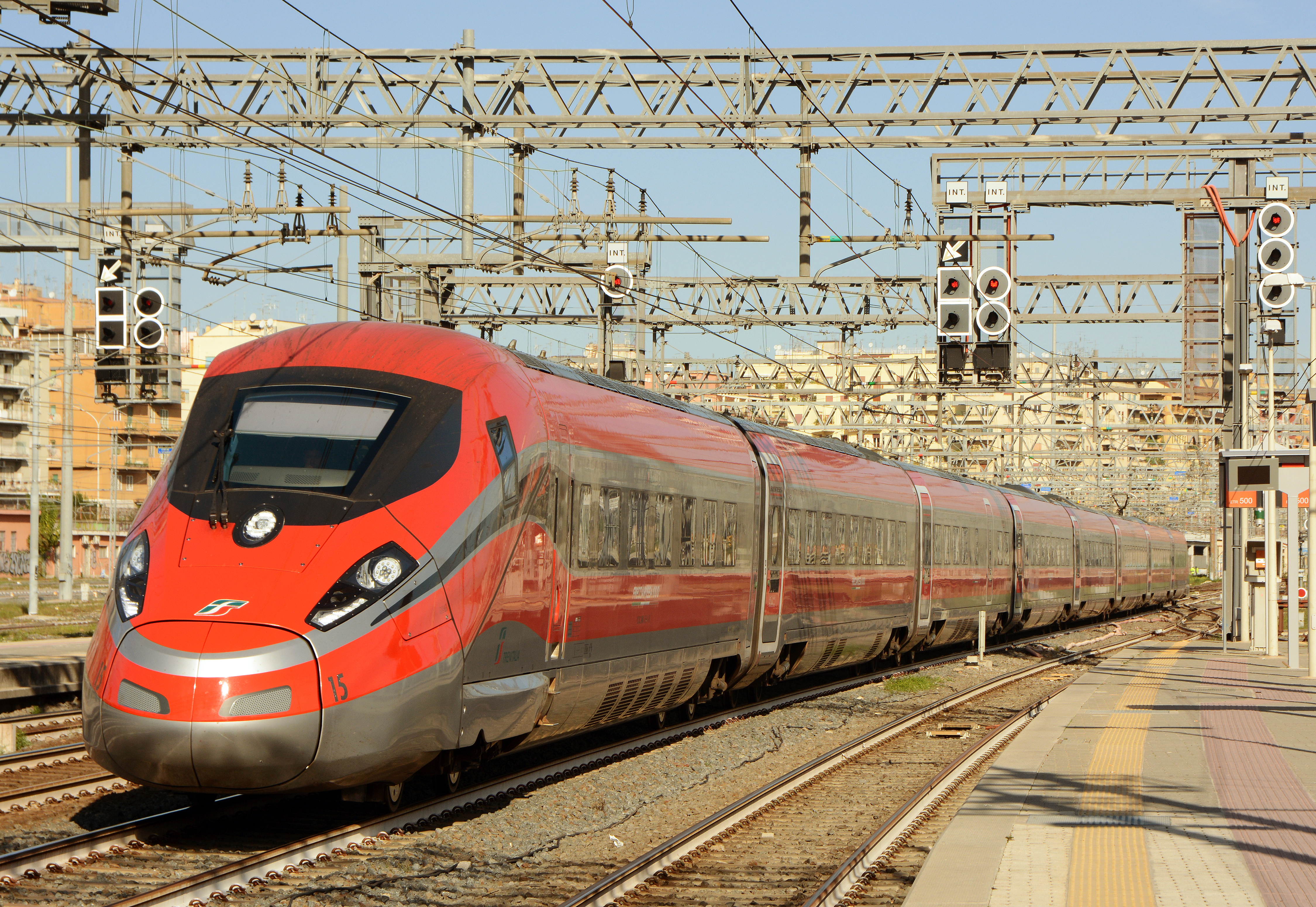
Frecciarossa działa na liniach dużych prędkości Trenitalia. Zatrzymuje się głównie w dużych miastach.
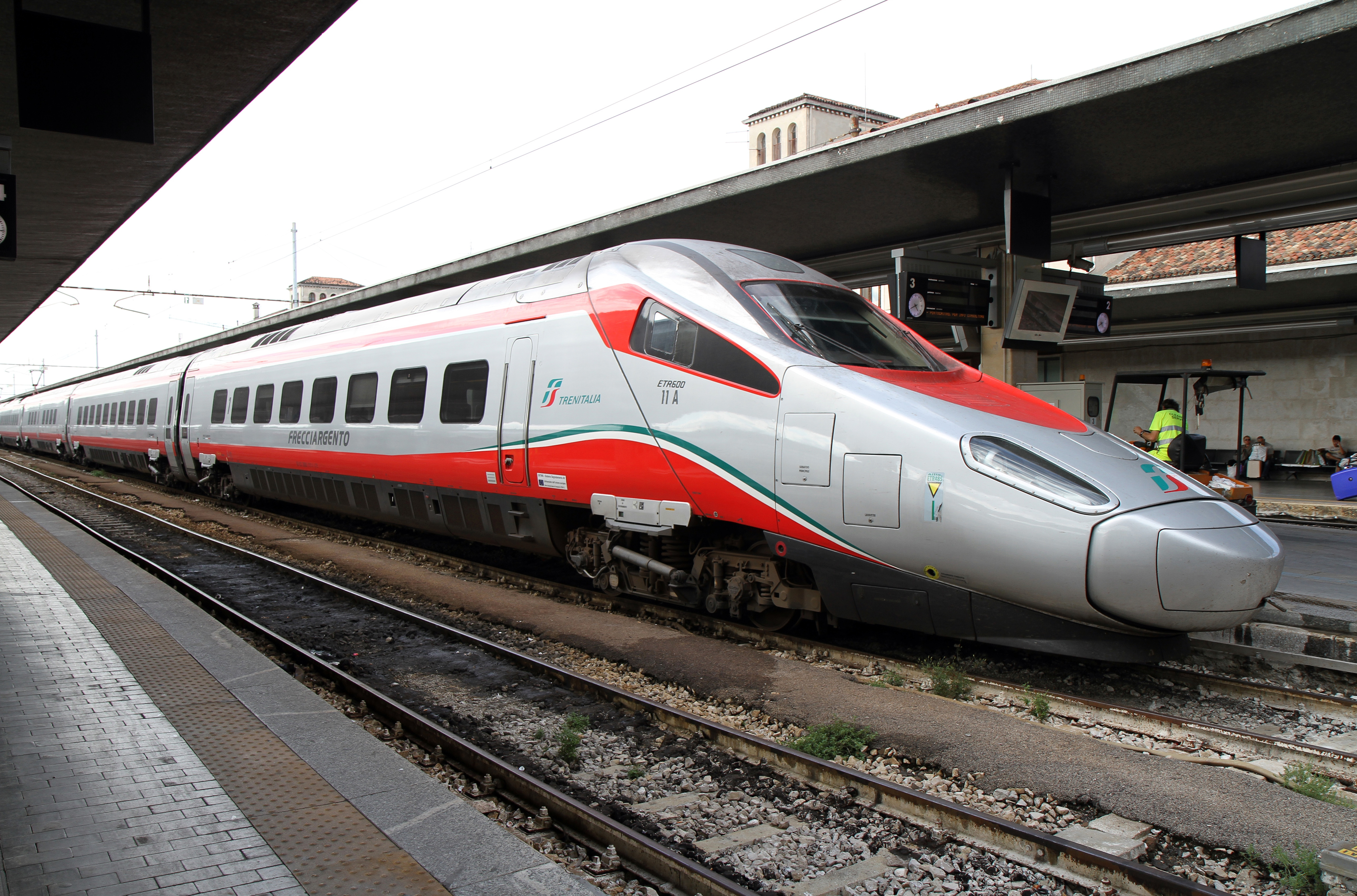
Frecciargento działa na liniach dużych prędkości firmy Trenitalia. Zatrzymuje się głównie w dużych miastach.
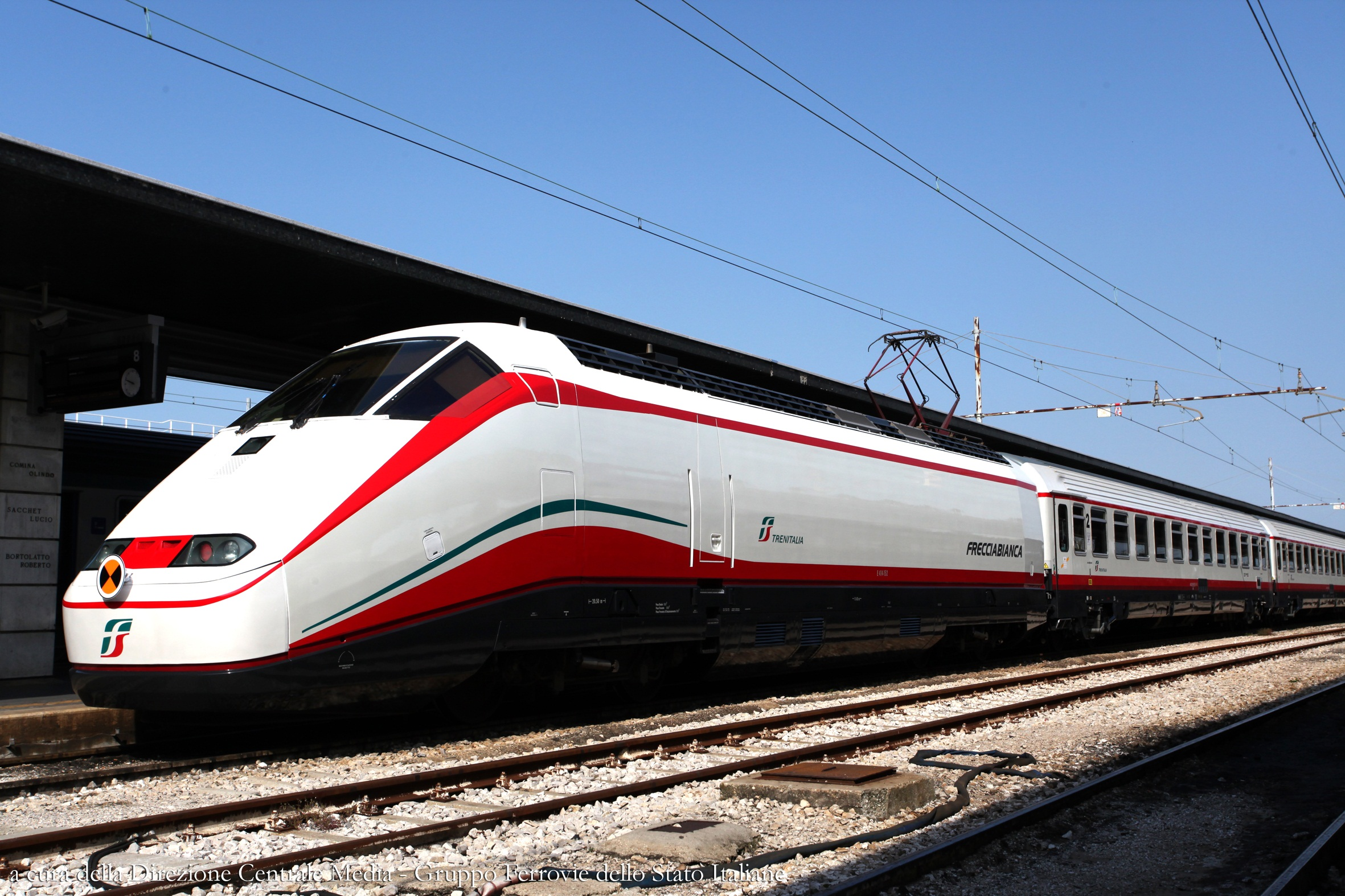
Frecciabianca działa na głównych liniach Trenitalii. Zatrzymuje się głównie w dużych miastach.
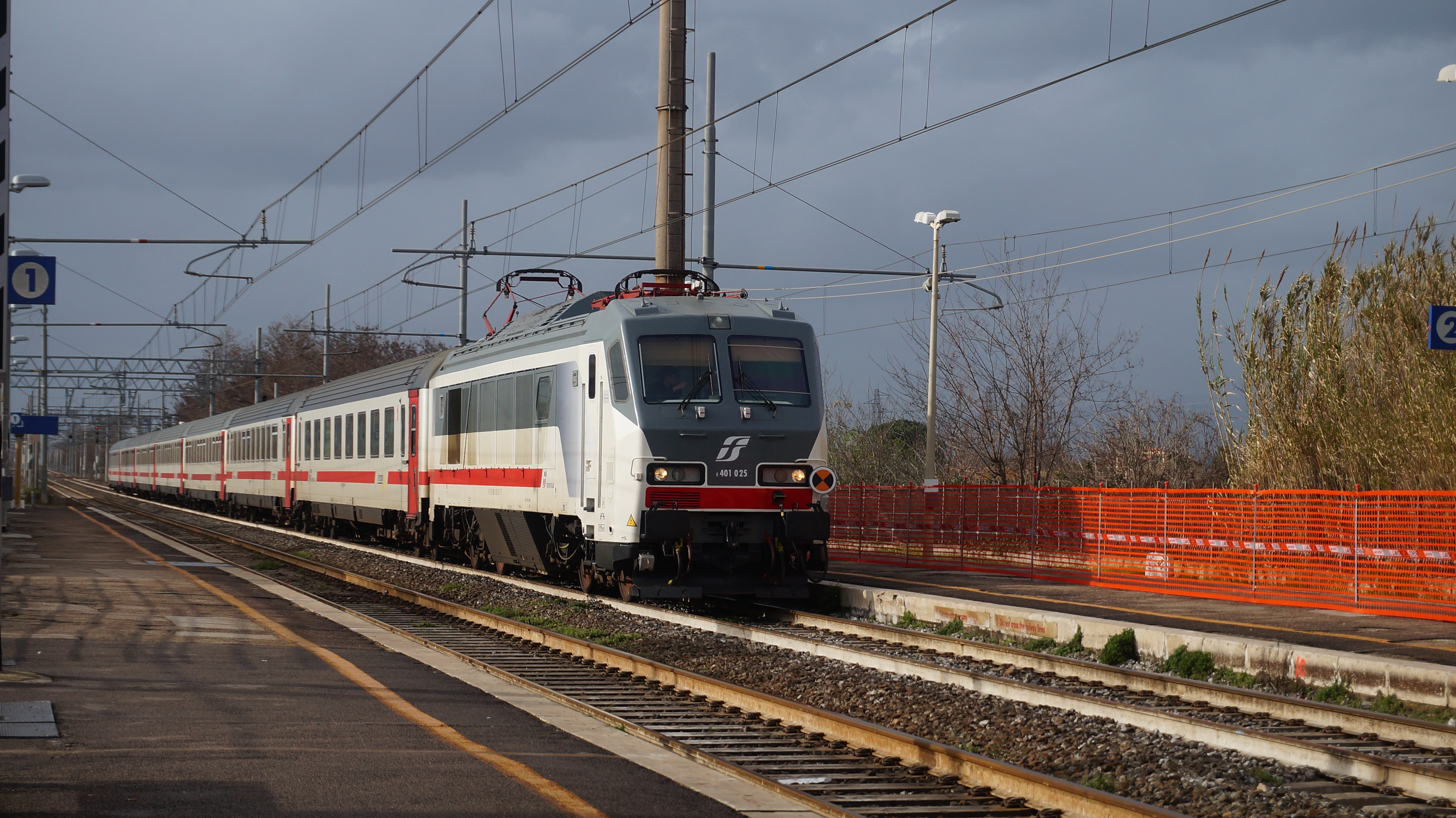
Intercity operuje na głównych liniach Trenitalii. Zatrzymuje się głównie w dużych miastach.
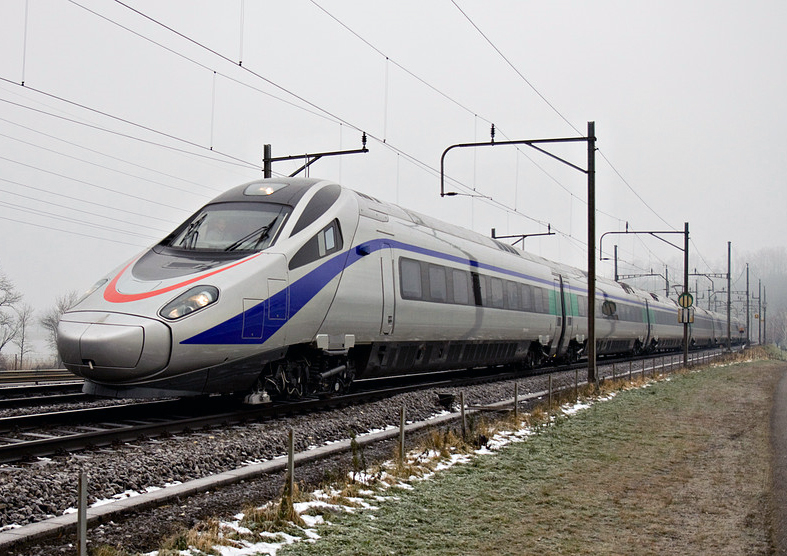
Eurocity, dawniej Cisalpino, działa na głównych liniach międzynarodowych w Unii Europejskiej operowanych przez Trenitalia. Zatrzymuje się głównie w dużych miastach.
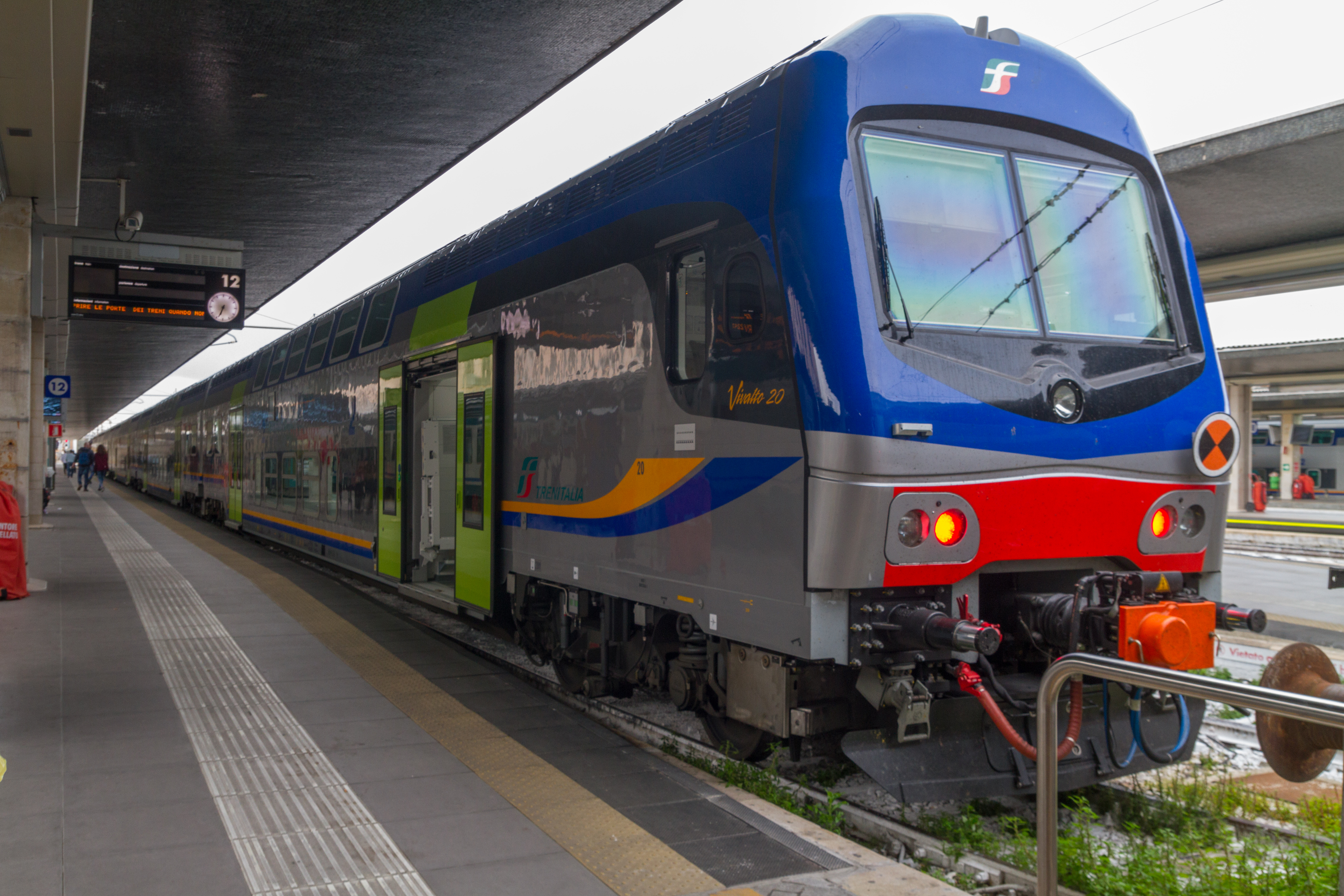
RegionaleVeloce działa na liniach regionalnych na liniach Trenitalia. Przystanki na głównych stacjach mniejszych miastowości.
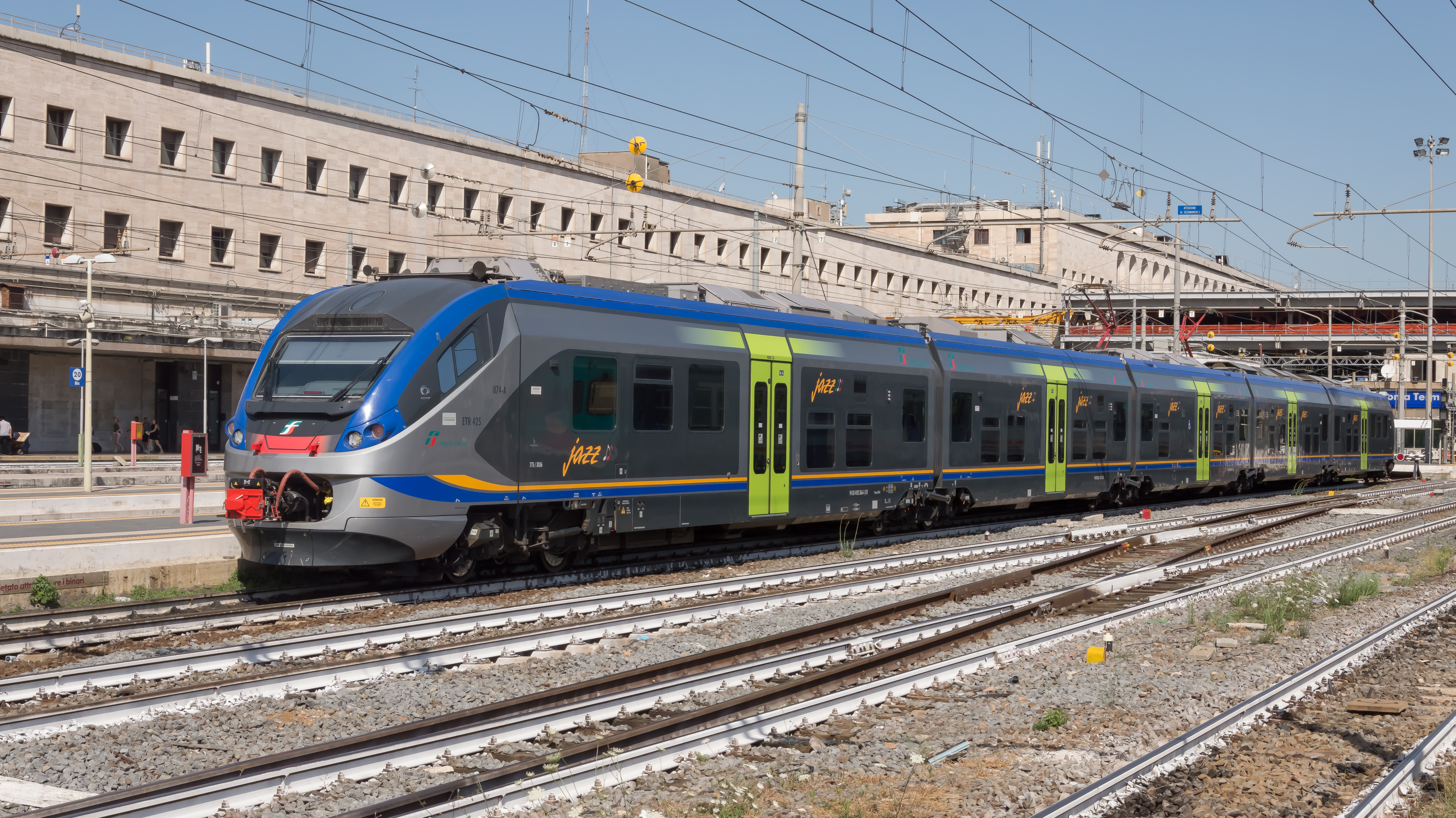
Regionale działa na liniach regionalnych Trenitalia. Zatrzymuje się na każdej stacji na swoich liniach.
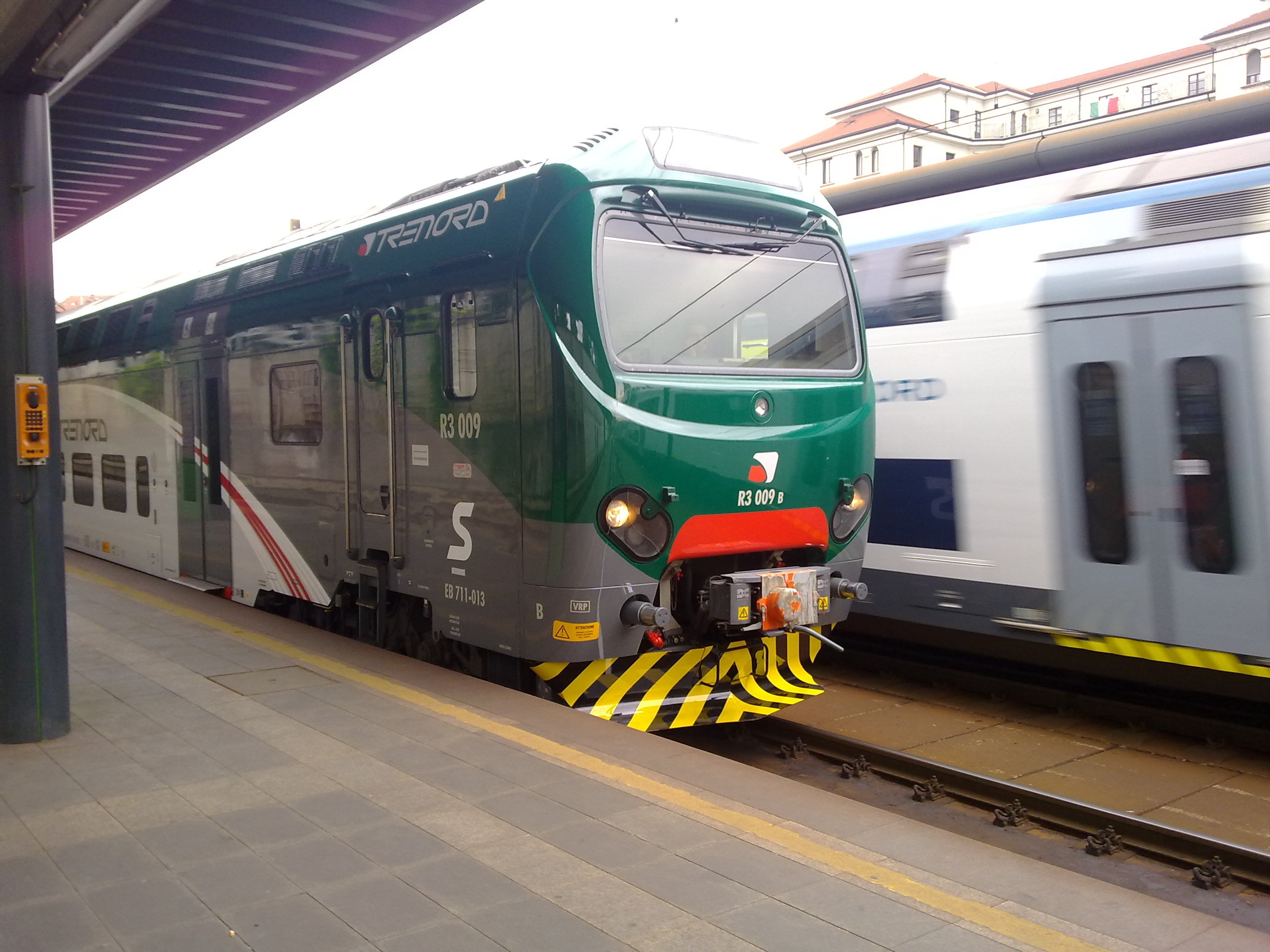
Regio-Express obsługuje regionalne linie Trenord(inne języki). Zatrzymuje się na niektórych stacjach mniejszych miejscowości.
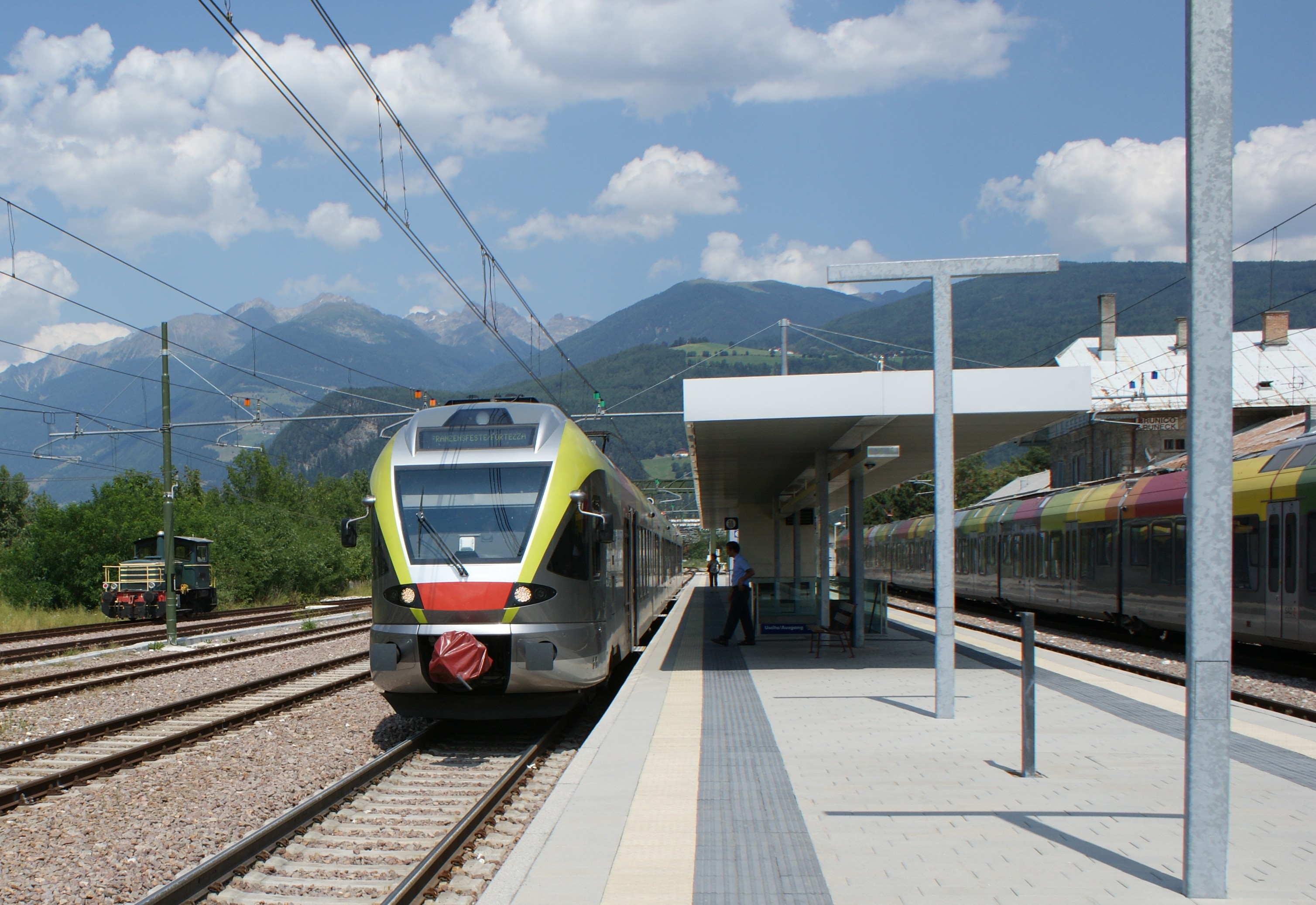
Regionale w regionie Trydentu-Górnej Adygi operowany przez SAD
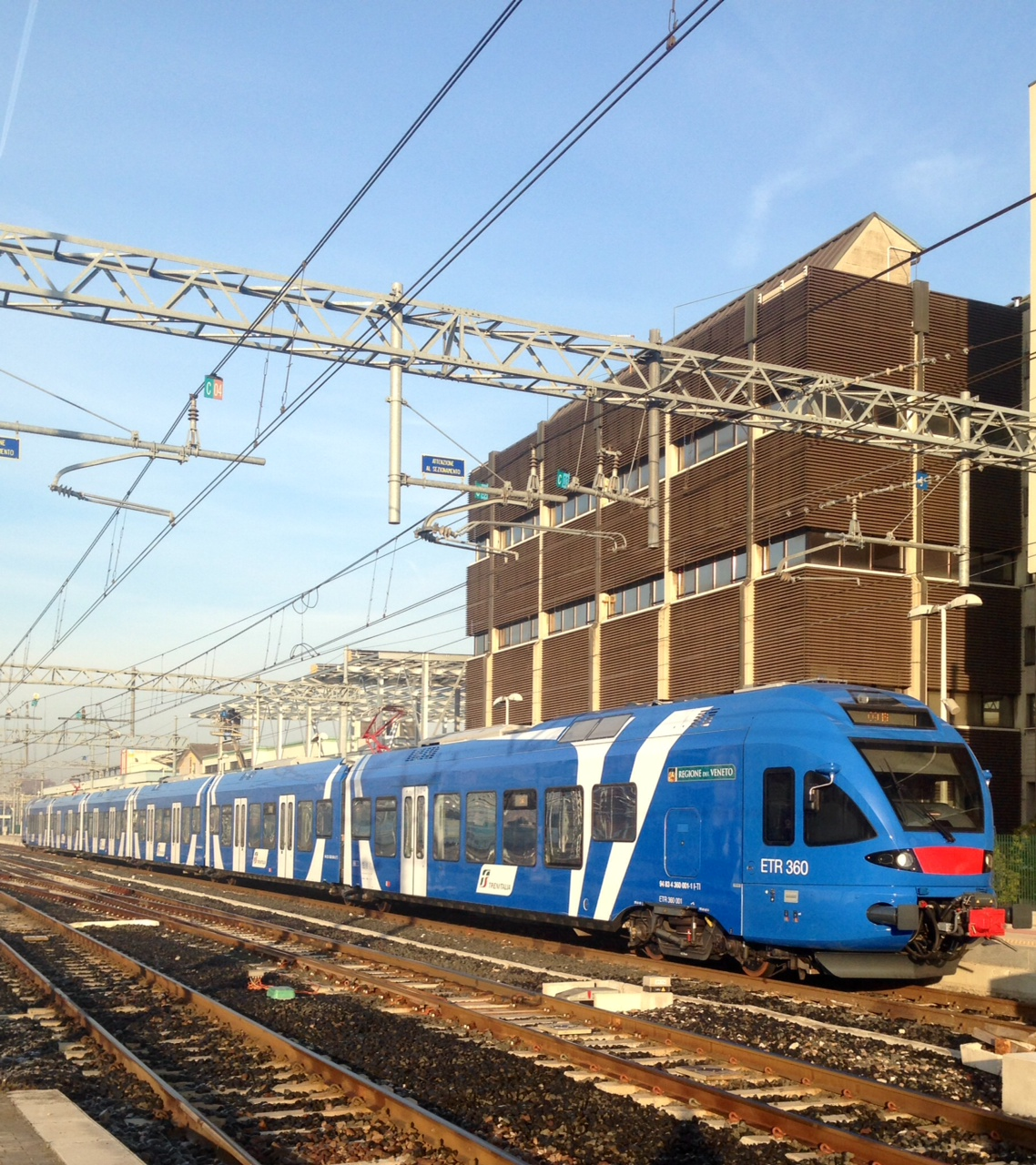
Regionale działające na niektórych liniach Wenecji Euganejskiej operowanych przez Sistemi Territoriali (ST)
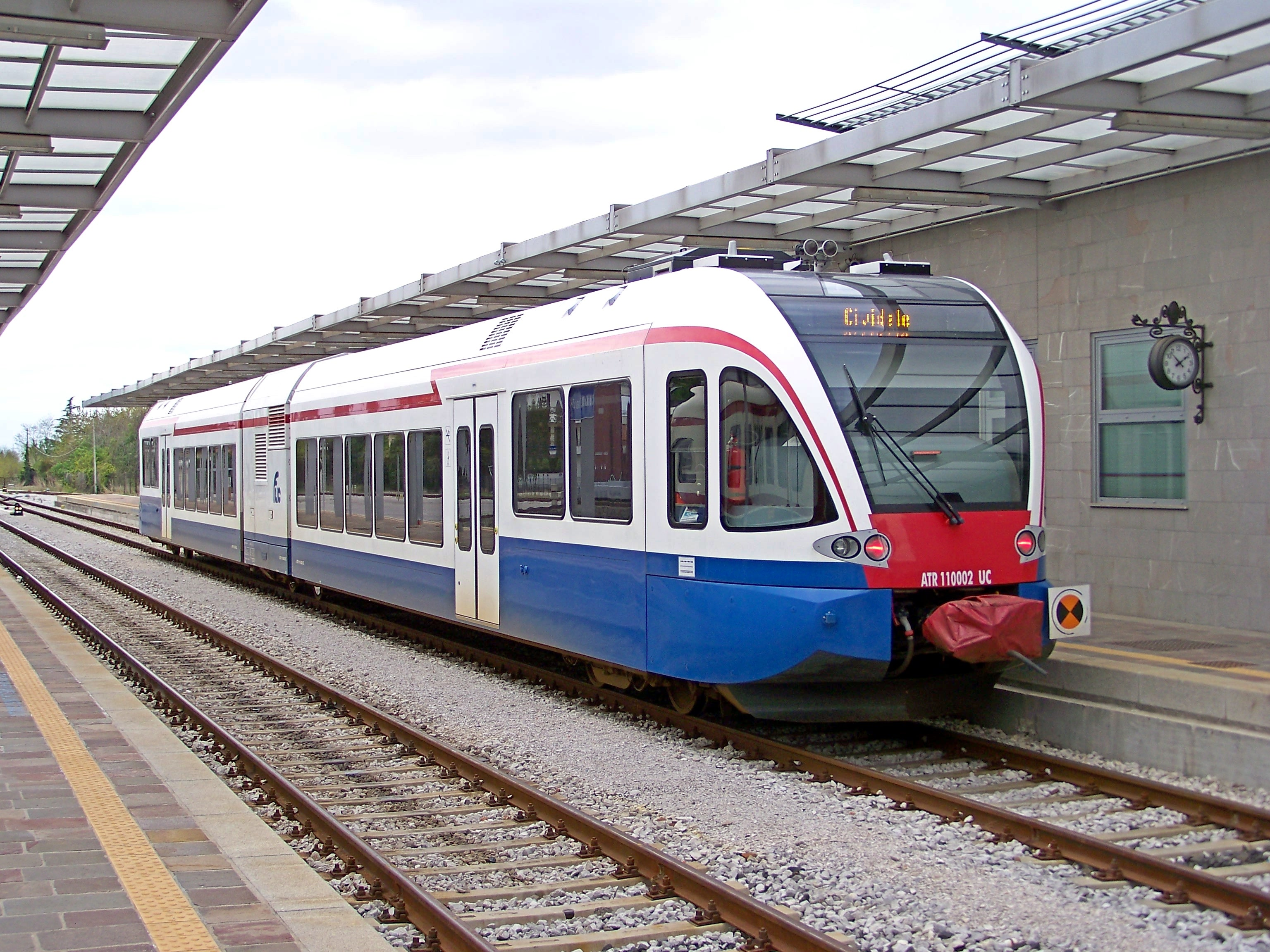
Regionale w rejonie Friuli-Wenecji Julijskiej operowany przez Società Ferrovie Udine-Cividale (FUC)
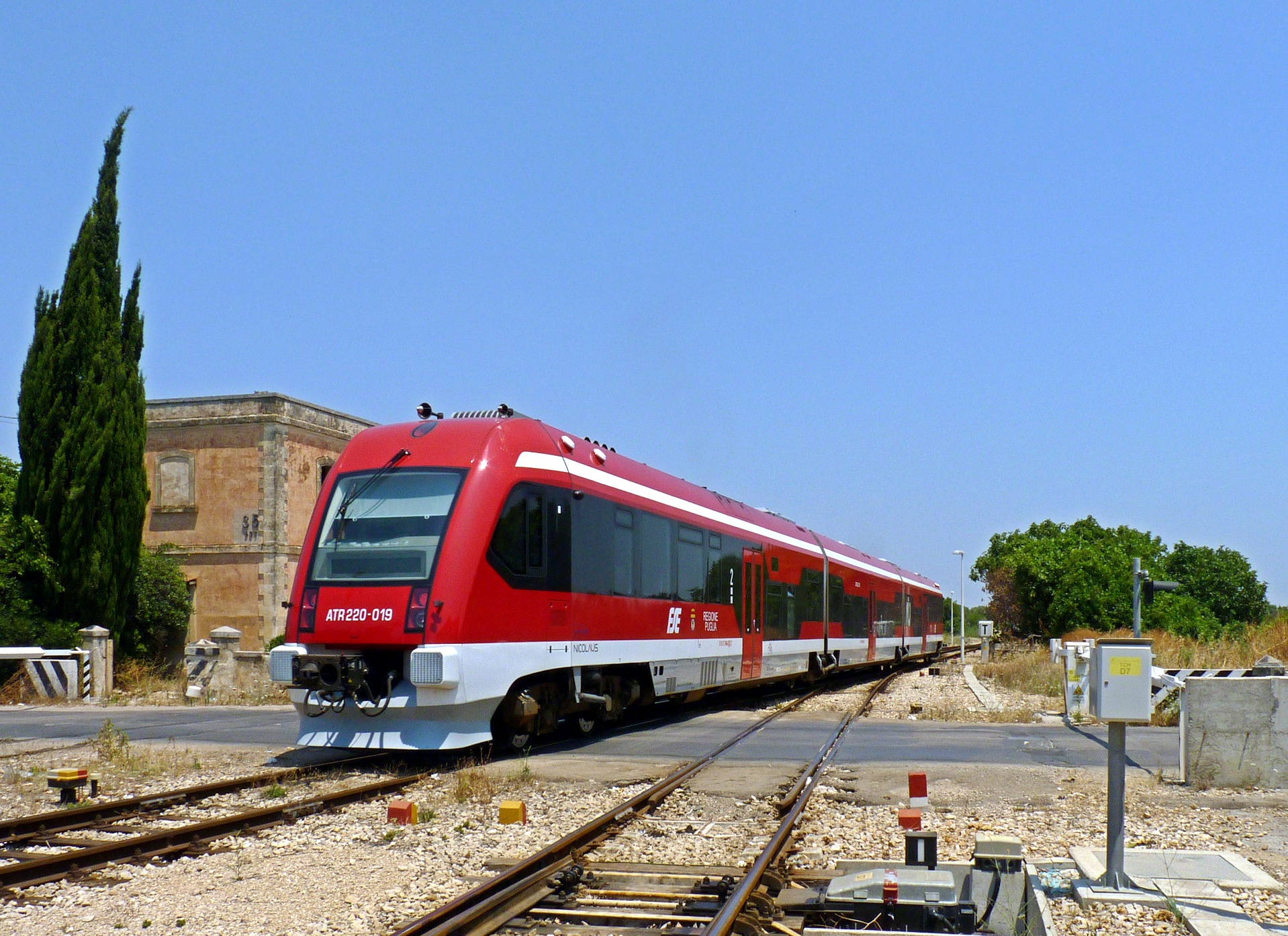
Pociągi Regionale (produkcji Pesa) w rejonie Apulii operowany przez Ferrovie del Sud Est (FSE)

## Główne stacje

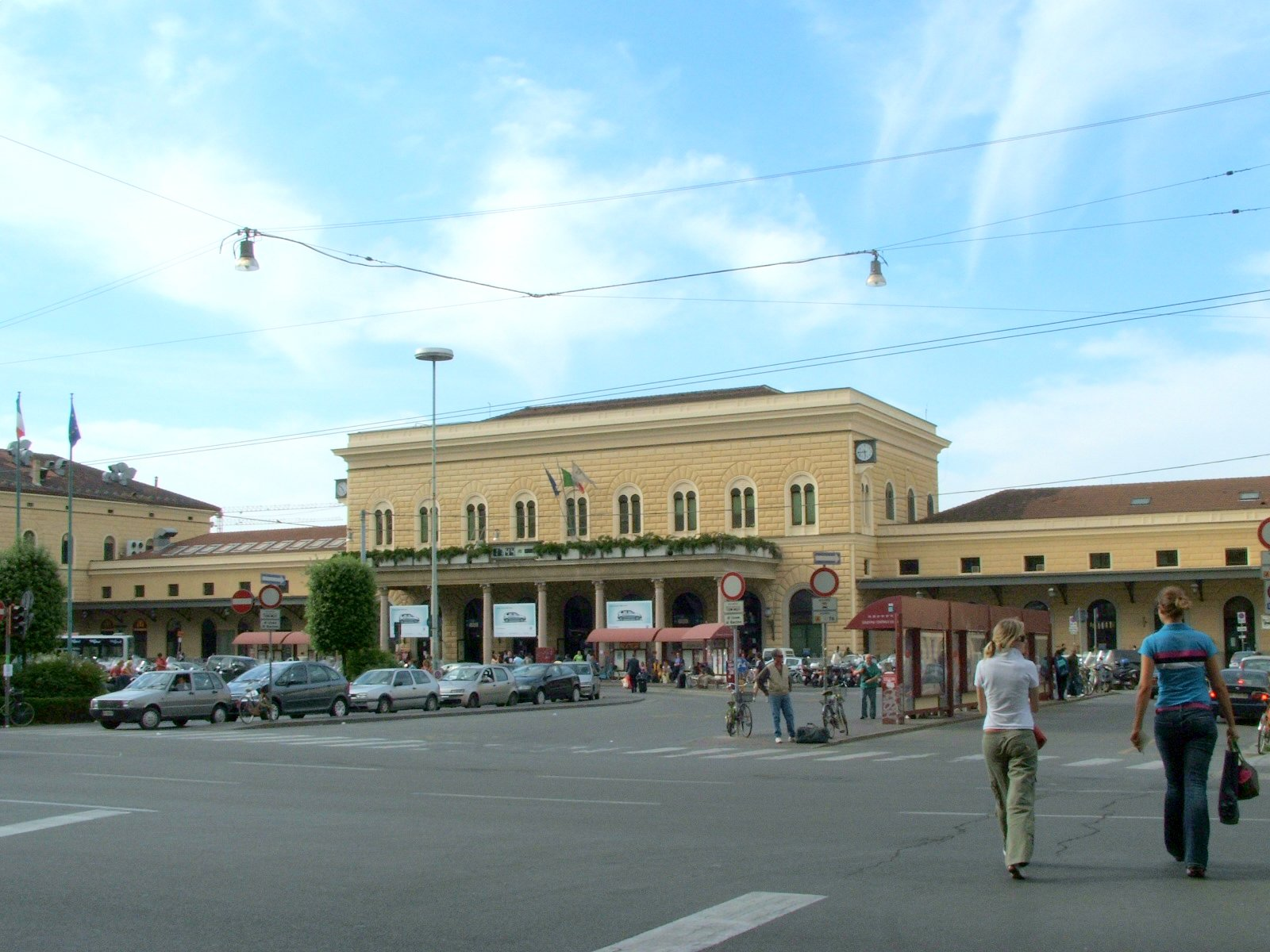
Bologna Centrale, Bolonia
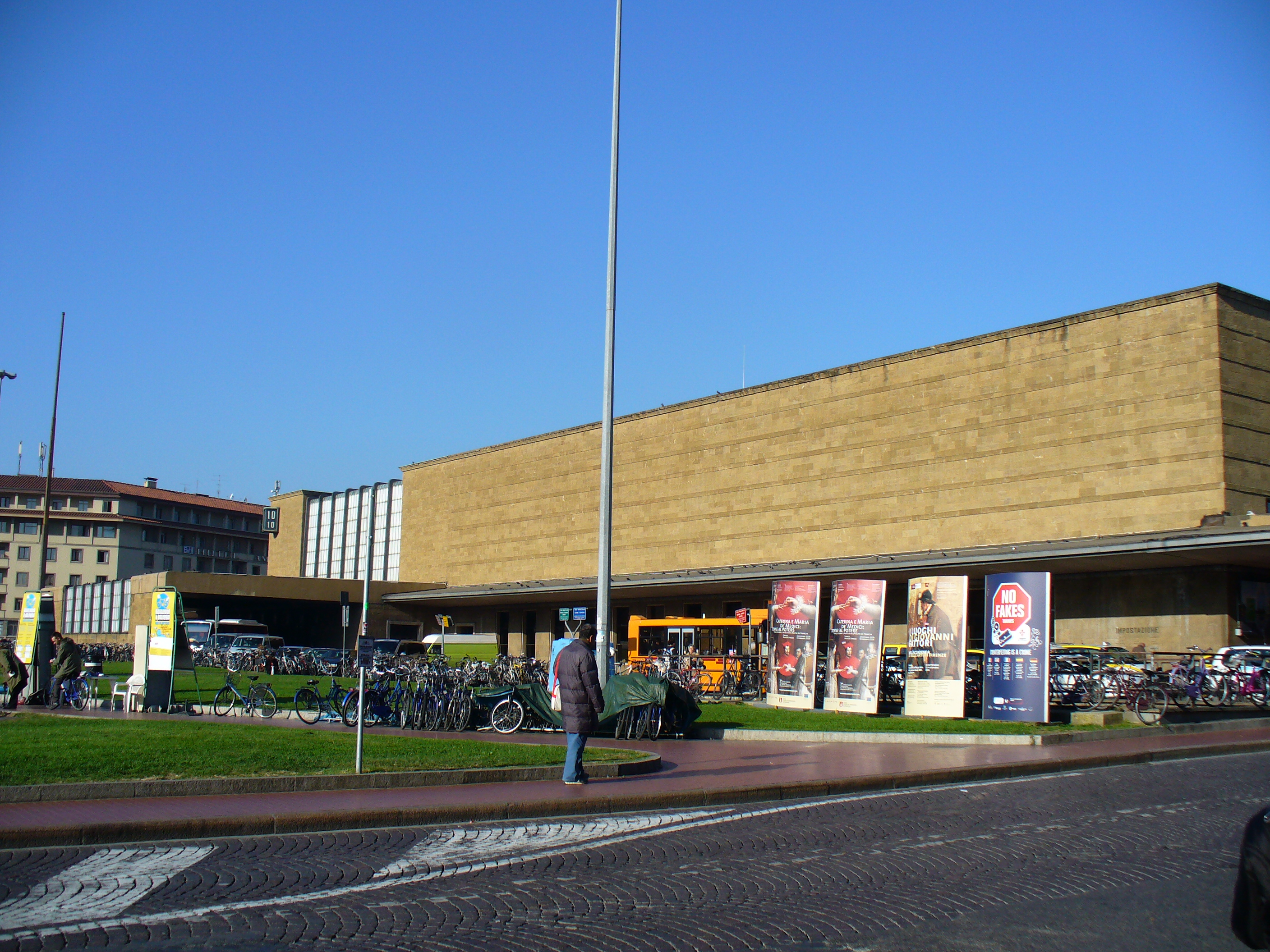
Firenze Santa Maria Novella, Florencja
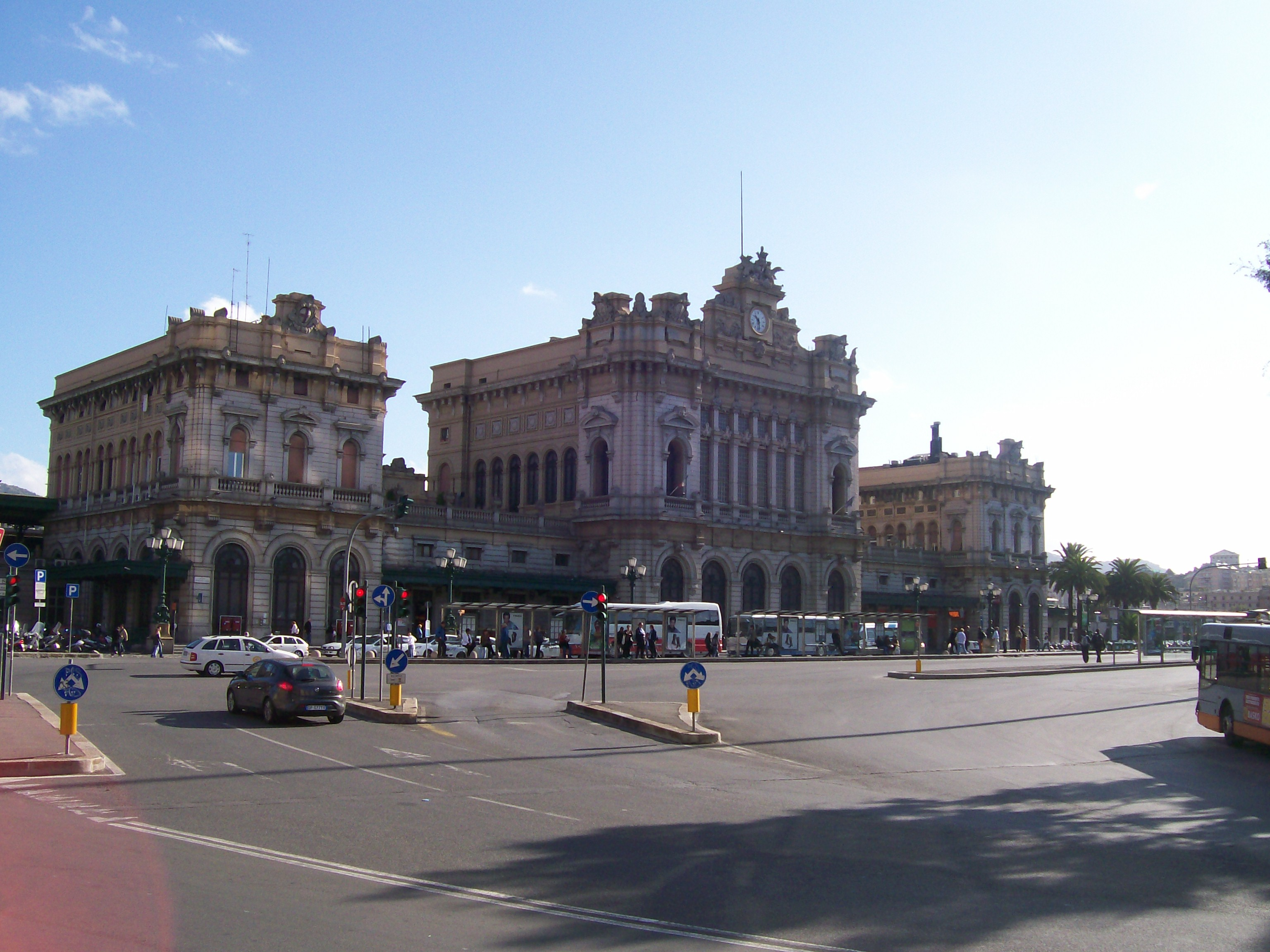
Genova Brignole, Genua
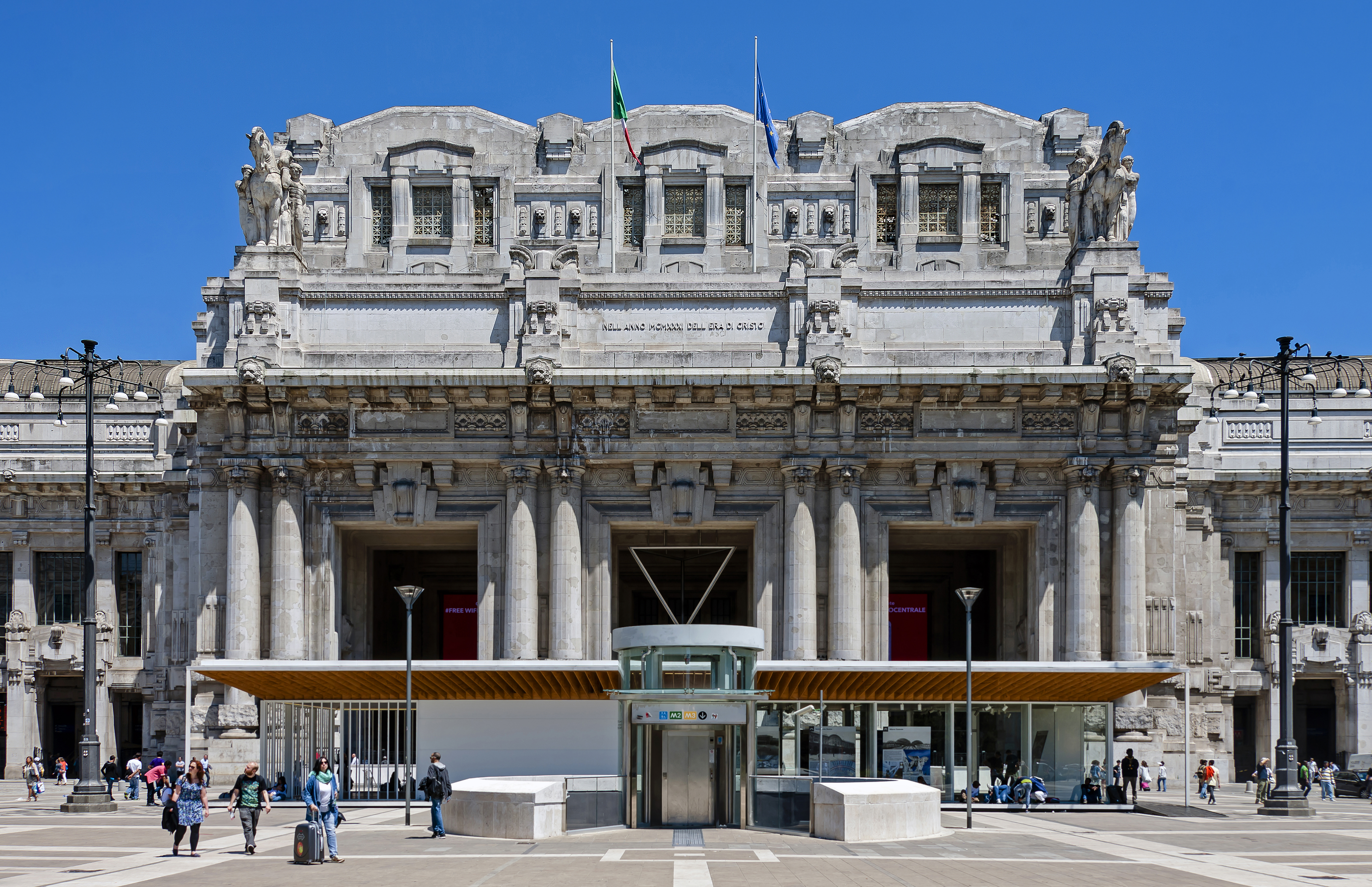
Milano Centrale, Mediolan
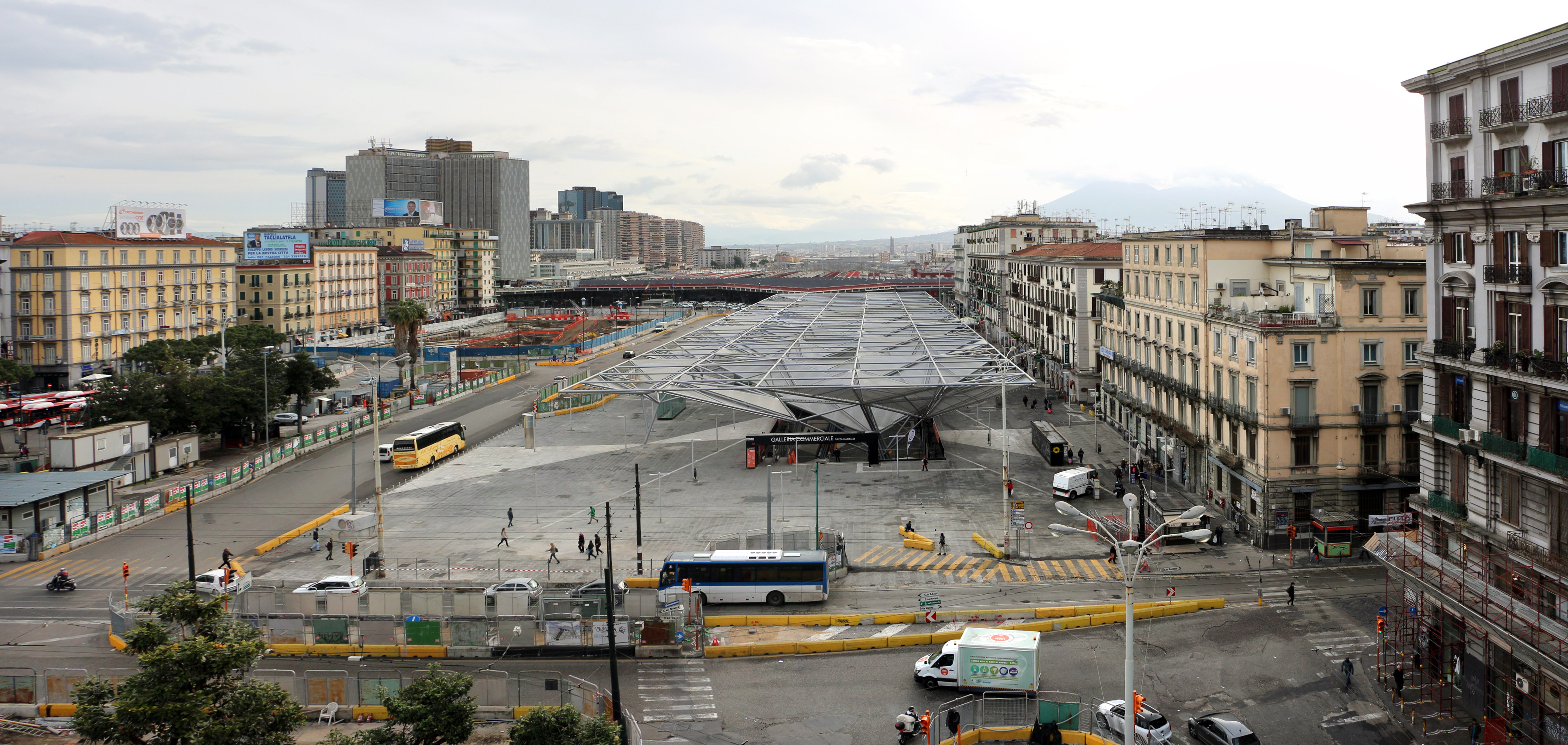
Napoli Centrale, Neapol
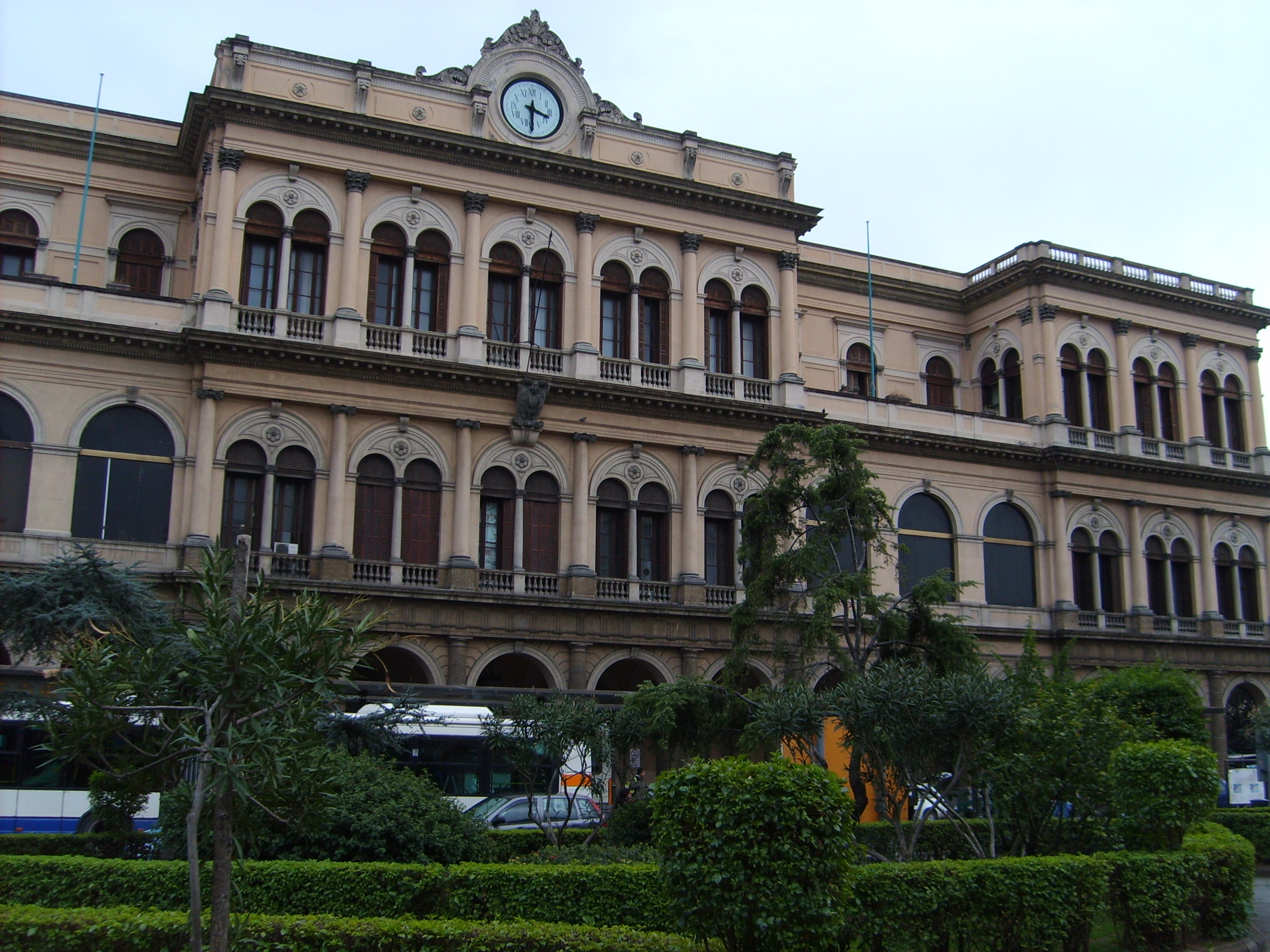
Palermo Centrale, Palermo
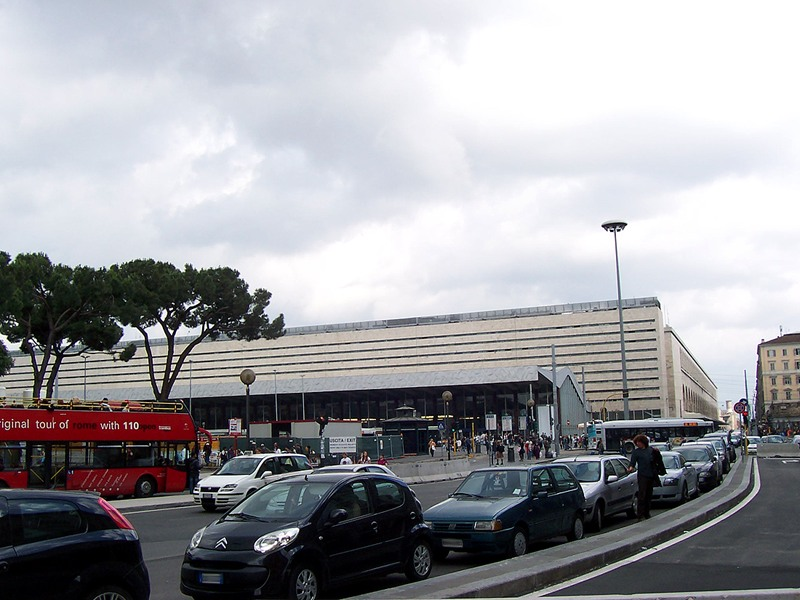
Roma Termini, Rzym
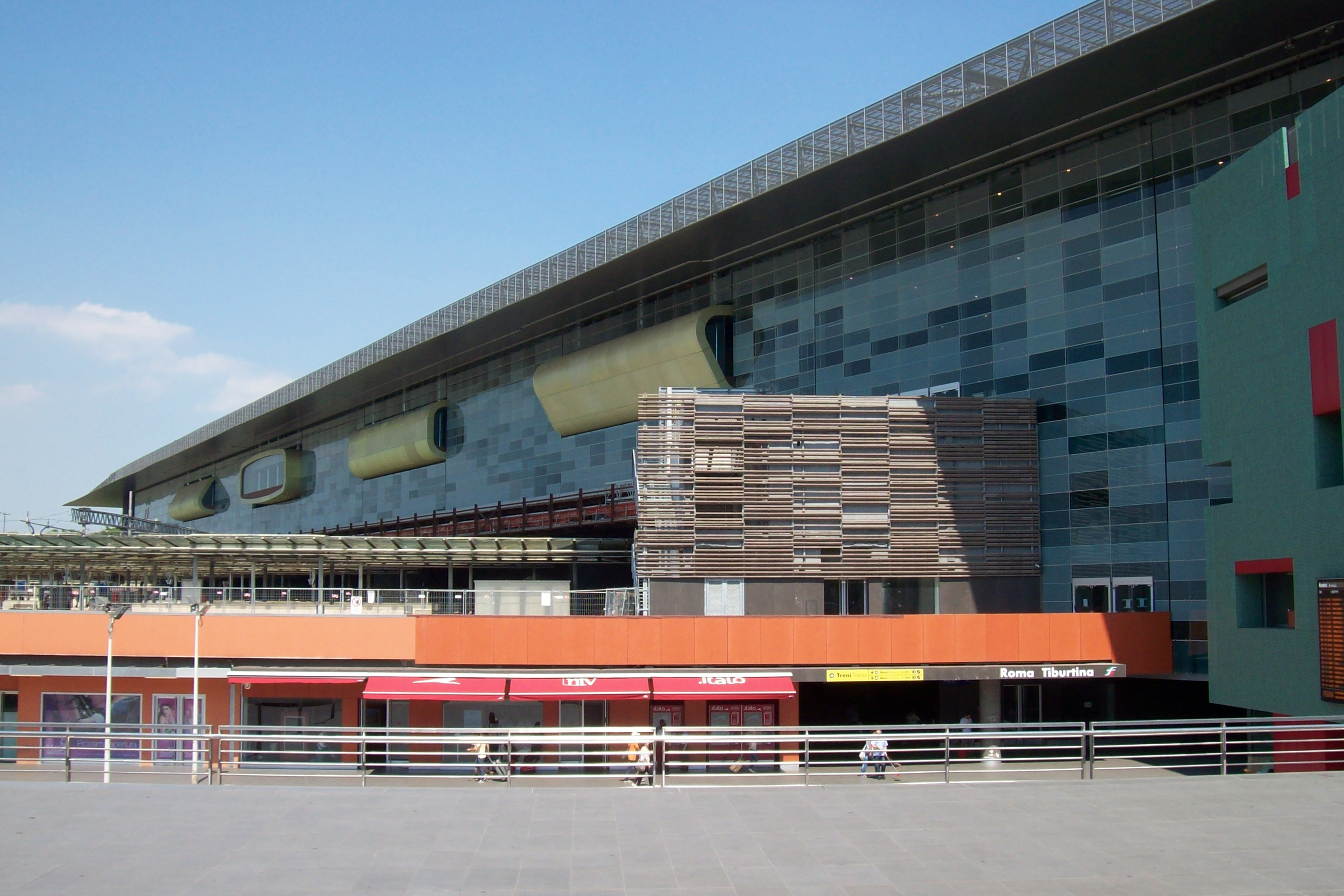
Roma Tiburtina, Rzym
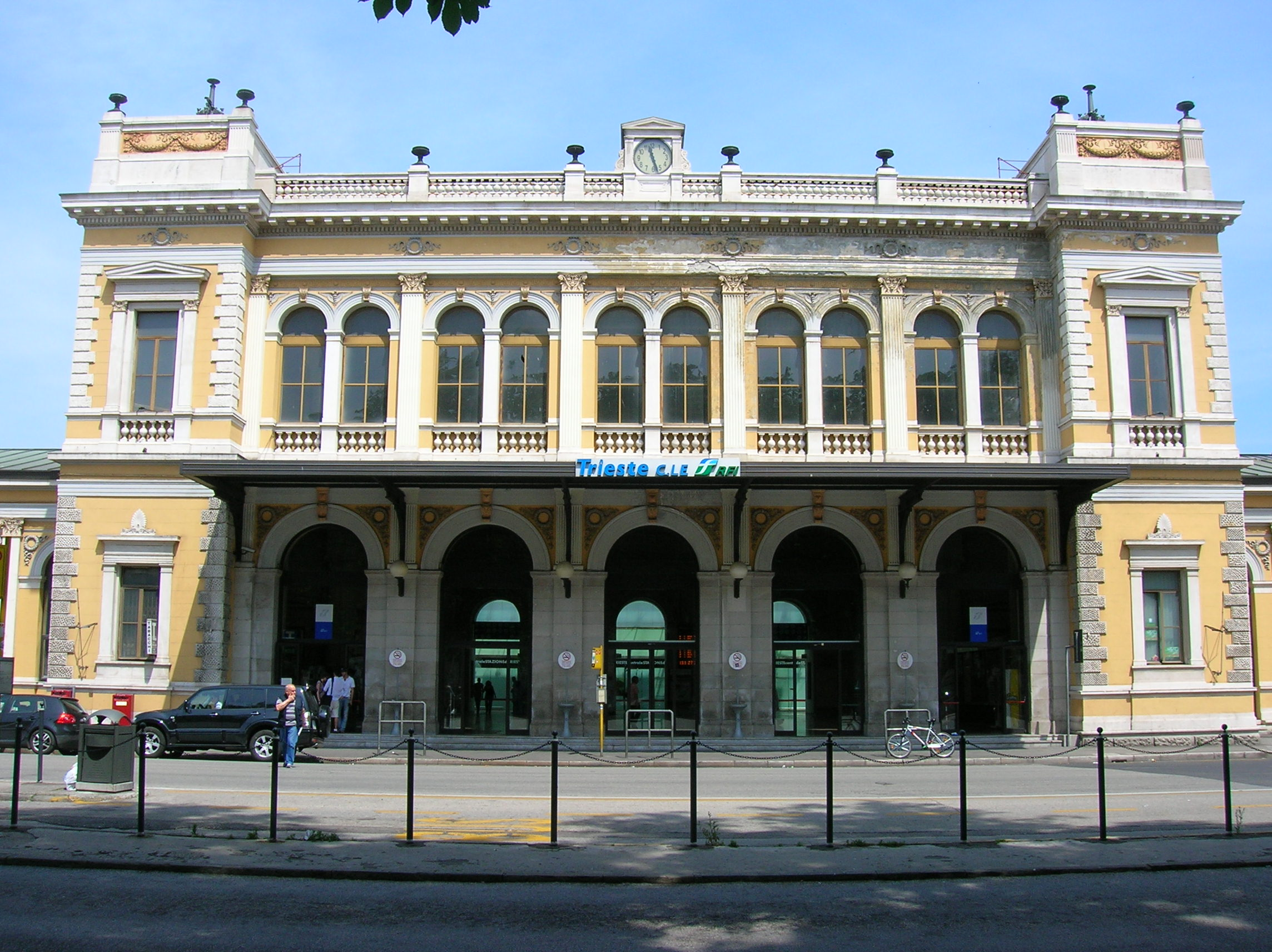
Trieste Centrale, Triest
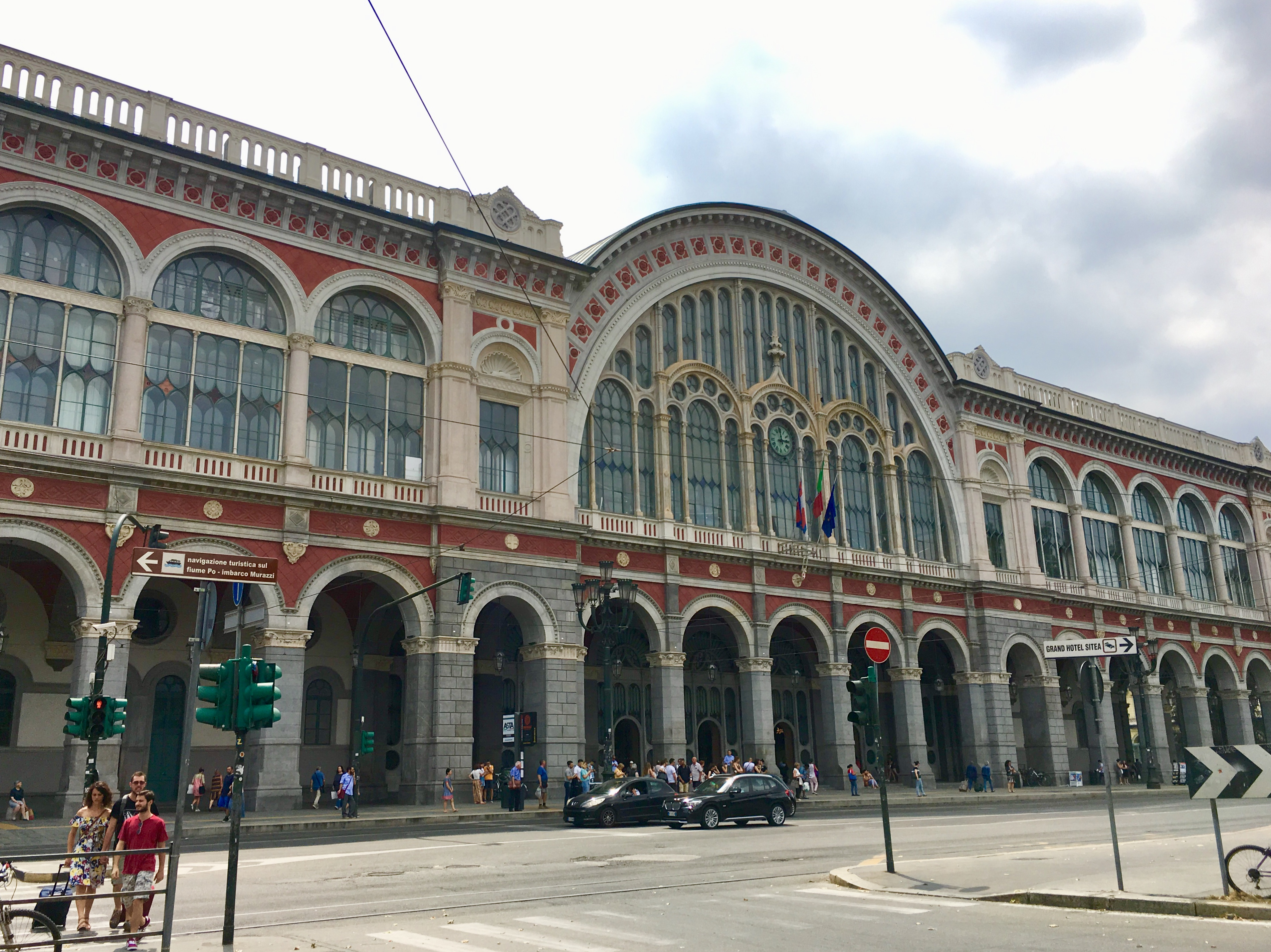
Torino Porta Nuova, Turyn
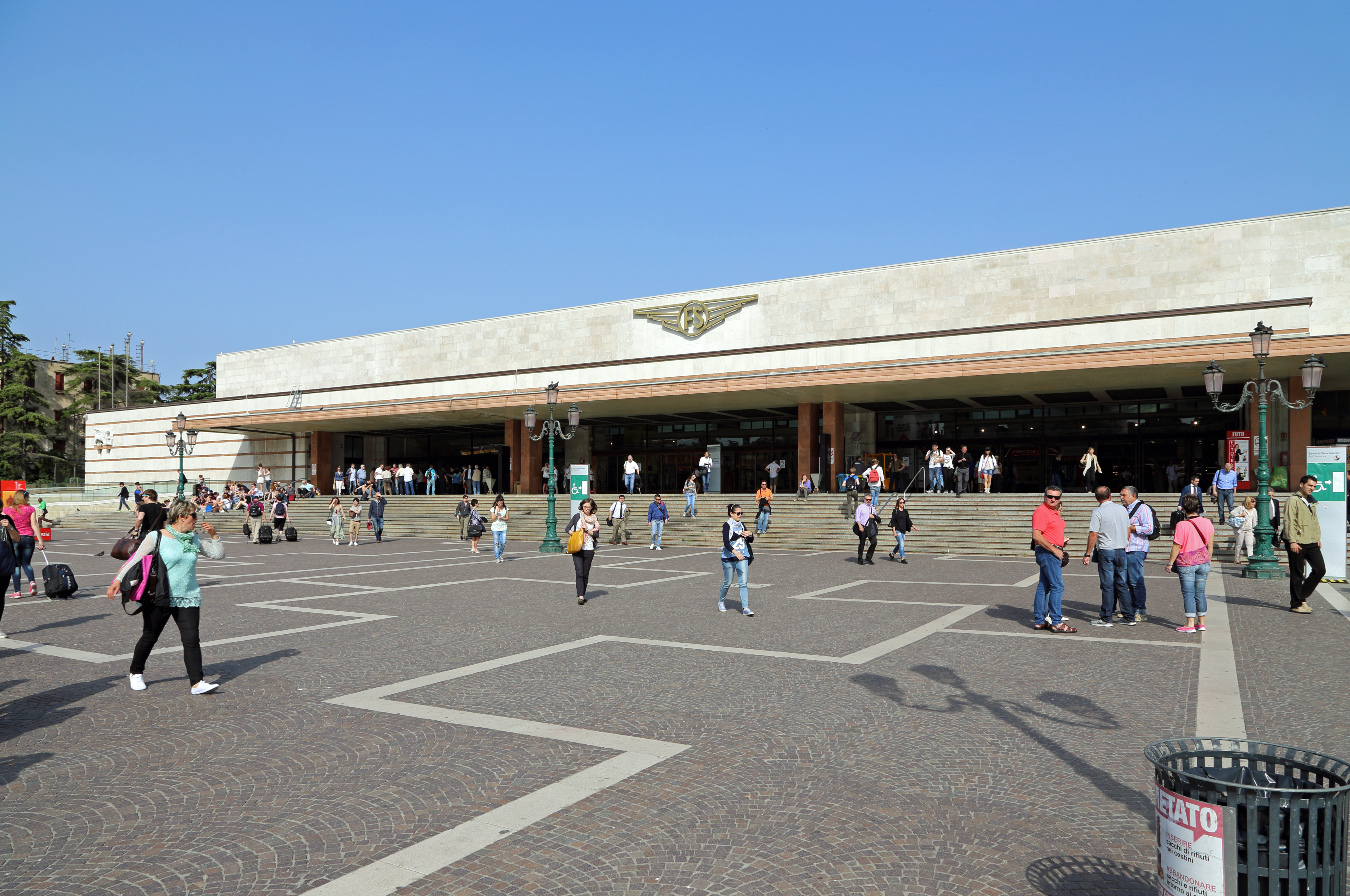
Venezia Santa Lucia, Wenecja
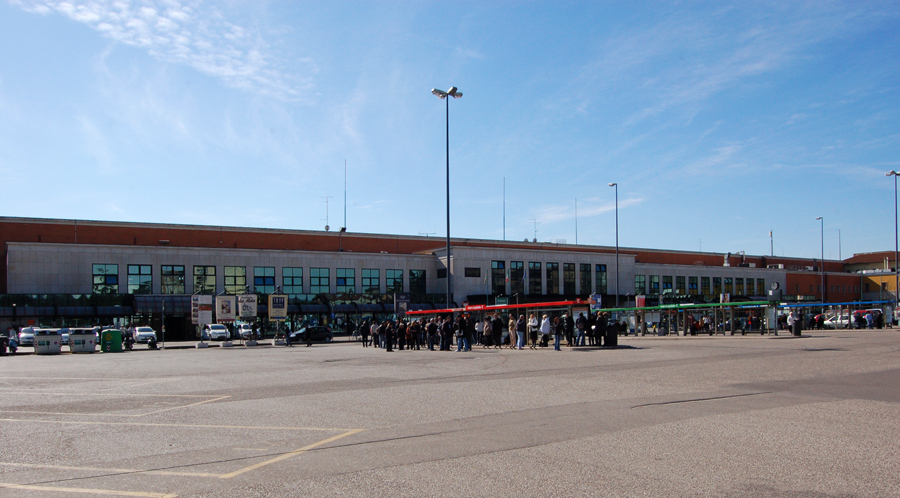
Verona Porta Nuova, Werona